# Championnat du Ghana de football 1999
Navigation
Saison précédente Saison suivante
La saison 1999 du Championnat du Ghana de football est la quarantième édition de la première division au Ghana, la Premier Division. Elle regroupe, sous forme d'une poule unique, les seize meilleures équipes du pays qui se rencontrent deux fois, à domicile et à l'extérieur. En fin de saison, les deux derniers du classement sont relégués et remplacés par les deux meilleures formations de deuxième division tandis que le 14e doit passer par un barrage de promotion-relégation face au 3e de D2.
C'est le club de Hearts of Oak SC, double tenant du titre, qui remporte à nouveau le championnat cette saison après avoir terminé en tête du classement final, avec neuf points d'avance sur Cape Coast Dwarfs et dix sur Real Tamale United. C'est le quatorzième titre de champion du Ghana de l'histoire du club, qui réussit encore le doublé en s'imposant face à Great Olympics en finale de la Coupe du Ghana.

## Les clubs participants
| - Hearts of Oak SC - Asante Kotoko - Goldfields SC - Great Olympics - Real Tamale United - King Faisal Babies - All Blacks FC - Power FC - Promu de D2 | - Ghapoha Readers - Afienya United - Cape Coast Dwarfs - Dawu Youngstars - Sekondi Hasaacas - Okwahu United - Liberty Professionals - Promu de D2 - Bofoakwa Tano FC - Promu de D2 |

## Compétition
Le barème de points servant à établir les classements se décompose ainsi :
- Victoire : 3 points
- Match nul : 1 point
- Défaite : 0 point

### Classement
| Rang | Équipe                 | Pts | J  | G  | N  | P  | Bp | Bc | Diff |
| ---- | ---------------------- | --- | -- | -- | -- | -- | -- | -- | ---- |
| 1    | Hearts of Oak SC'T'C   | 62  | 30 | 19 | 5  | 6  | 57 | 27 | +30  |
| 2    | Cape Coast Dwarfs      | 53  | 30 | 16 | 5  | 9  | 40 | 29 | +11  |
| 3    | Real Tamale United     | 52  | 30 | 16 | 4  | 10 | 48 | 30 | +18  |
| 4    | Okwahu United          | 50  | 30 | 16 | 2  | 12 | 38 | 29 | +9   |
| 5    | Asante Kotoko -3       | 50  | 30 | 16 | 5  | 9  | 38 | 31 | +7   |
| 6    | Goldfields SC          | 46  | 30 | 15 | 1  | 14 | 34 | 28 | +6   |
| 7    | King Faisal Babies     | 44  | 30 | 12 | 8  | 10 | 34 | 29 | +5   |
| 8    | Sekondi Hasaacas       | 42  | 30 | 12 | 6  | 12 | 29 | 29 | 0    |
| 9    | Great Olympics         | 41  | 30 | 11 | 8  | 11 | 30 | 29 | +1   |
| 10   | Liberty ProfessionalsP | 39  | 30 | 12 | 3  | 15 | 30 | 30 | 0    |
| 11   | Dawu Youngstars        | 37  | 30 | 9  | 10 | 11 | 35 | 38 | -3   |
| 12   | Power FCP              | 36  | 30 | 9  | 9  | 12 | 26 | 33 | -7   |
| 13   | Ghapoha Readers        | 36  | 30 | 8  | 12 | 10 | 24 | 32 | -8   |
| 14   | Bofoakwa Tano FCP      | 33  | 30 | 10 | 3  | 17 | 20 | 43 | -23  |
| 15   | All Blacks FC -3       | 32  | 30 | 10 | 5  | 15 | 32 | 42 | -10  |
| 16   | Afienya United         | 14  | 30 | 2  | 8  | 20 | 12 | 48 | -36  |

|  | Qualification pour la Ligue des champions de la CAF 2000                              |
|  | Qualification pour la Coupe des Coupes 2000                                           |
|  | Qualification pour la Coupe de la CAF 2000                                            |
|  | Participation au barrage de promotion-relégation                                      |
|  | Relégation directe en deuxième division                                               |
|  | T : Tenant du titre C : Vainqueur de la Coupe du Ghana P : Promu de deuxième division |

- Asante Kotoko et All Blacks FC ont reçu une pénalité de 3 points.

### Matchs

#### Barrage de promotion-relégation
| Équipe 1         | Résultat | Équipe 2      |
| ---------------- | -------- | ------------- |
| Bofoakwa Tano FC | -        | (D2) 3e de D2 |

- On ne connaît pas le nom de l'adversaire de Bofoakwa mais on sait que ce dernier remporte le barrage et se maintient en première division.

## Bilan de la saison
| Championnat du Ghana de football 1999 |                              |
| Champion                              | Hearts of Oak SC (14e titre) |
| Coupes et trophées                    |                              |
| Vainqueur de la Coupe du Ghana 1999   | Hearts of Oak SC             |
| Qualifications continentales          |                              |
| Ligue des champions de la CAF 2000    | Hearts of Oak SC             |
| Coupe des Coupes 2000                 | Great Olympics               |
| Coupe de la CAF 2000                  | Cape Coast Dwarfs            |
| Coupe de l'UFOA 2000                  | Aucun                        |
| Promotions et relégations             |                              |
| Promus en Premier League              | Kwaebibirem Stars            |
| Promus en Premier League              | Brong Ahafo United           |
| Relégués en Second League             | All Blacks FC                |
| Relégués en Second League             | Afienya United               |